# Neivamyrmex humilis
Neivamyrmex humilis é uma espécie de formiga do gênero Neivamyrmex.